# James T. Kirk
James Tiberius Kirk é um personagem da franquia de entretenimento Star Trek. Kirk foi primeiramente interpretado por William Shatner como o personagem principal da série original Star Trek. Shatner fez a voz de Kirk na série de animação Star Trek e o interpretou nos sete primeiros filmes da franquia. Chris Pine interpreta uma versão mais jovem de Kirk a partir do filme Star Trek. Kirk também já apareceu em inúmeros livros, quadrinhos e vídeo games da série. O personagem foi elogiado por suas características de liderança, porém também criticado por suas relações com mulheres.

## História
James Tiberius Kirk nasceu em Riverside, Iowa, em 2233. Seus pais eram George e Winona Kirk. Apesar de ter nascido na Terra, Kirk morou por um tempo em Tarsus IV, onde ele foi um dos nove sobreviventes do massacre de 4.000 colonos por Kodos, o Executor. O irmão de James Kirk, George Samuel Kirk é mencionado pela primeira vez em "What Are Little Girls Made Of?", sendo introduzido e morto no episódio "Operation: Annihilate!", deixando três filhos.
Na Academia da Frota Estelar, Kirk se tornou o único estudante a derrotar o teste do Kobayashi Maru, ganhando elogios por pensamento original ao reprogramar a simulação para permitir a vitória no cenário "sem vitórias". Kirk ganhou uma comissão de campo como um alferes e foi colocado para treinamento abordo da USS Republic. Ele então foi promovido a tenente-júnior e retornou à Academia como estudante instrutor. Ao se formar entre os melhores, Kirk foi promovido a tenente e serviu a bordo da USS Farragut (NCC-1647). Em 2257 Kirk comandou sua primeira pesquisa planetária em Tycho IV e sobreviveu ao ataque da criatura de nuvem de dikirônio, que matou parte da tripulação e seu comandante, o Capitão Garrovick, que Kirk mais tarde caracterizou como um dos melhores homens que já conhecera.
Kirk se tornou o capitão mais jovem da história da Frota Estelar quando ele recebeu o comando da USS Enterprise (NCC-1701) para uma missão de cinco anos, três dos quais são mostrados na série de televisão Star Trek. Suas relações mais significantes na série foram com seu primeiro oficial Spock e o oficial médico chefe da nave Leonard McCoy. O livro de Robert Jewett e John Sheldon Lawrence, The Myth of the American Superhero, descreve Kirk como "um líder que empurra ele mesmo e sua tripulação para além de limites humanos". Terry J. Erdman e Paula M. Block, em Star Trek 101, notam que apesar de "astuto, corajoso e confiante", Kirk tem "tendência a ignorar regulações da Frota Estelar quando ele acha que os fins justificam os meios"; ele é "o oficial por excelência, um homem entre homens e um herói para as eras". Apesar de pela série Kirk se envolver com várias mulheres, quando confrontado com escolha entre a mulher e a Enterprise, "sua nave sempre vence".
O livro The Lost Years, de J. M. Dillard, descreve a promoção de Kirk a Almirante e sua vida insatisfatória como um solucionador de problemas diplomáticos depois da missão de cinco anos da Enterprise. Em Star Trek: The Motion Picture, Kirk é o chefe das operações da Frota Estelar, e ele assume o comando da reformada Enterprise do Capitão Willard Decker. No começo de Star Trek II: The Wrath of Khan, Kirk assume o comando da Enterprise do Capitão Spock para perseguir seu inimigo de "Space Seed", Khan Noonien Singh. O filme introduz o filho de Kirk, David Marcus. Spock, que nota que "comandar uma nave estelar é o primeiro, melhor destino [de Kirk]", morre ao final do filme. Em Star Trek III: The Search for Spock, Kirk lidera seus oficiais seniores em uma missão bem sucedida para salvar Spock, que renasceu no Planeta Gênesis. Apesar de Kirk ser rebaixado a Capitão em Star Trek IV: The Voyage Home por desobedecer as ordens da Frota Estelar, ele recebe o comando da USS Enterprise-A (NCC-1701-A). Ele permanece como capitão da nave até sua descomissão ao final de Star Trek VI: The Undiscovered Country.
Em Star Trek Generations, o Capitão Jean-Luc Picard encontra Kirk vivo na intemporal Nexus, apesar da história ter registrado sua morte durante a viagem inaugural da Enterprise-B (NCC-1701-B). Picard convence Kirk a retornar ao presente do primeiro para ajudá-lo a derrotar o Dr. Tolian Soran e impedi-lo de destruir a estrela de Veridian. Apesar de inicialmente recusar, Kirk aceita ao perceber que a Nexus nunca vai lhe dar aquilo que ele sempre procurou: a habilidade de fazer a diferença. Os dois deixam a Nexus e impedem Soran. Entretanto, Kirk é mortalmente ferido e morre.

### Realidade Alternativa

Chris Pine como Capitão James T. Kirk em Star Trek.

O filme de 2009 Star Trek e suas sequências introduzem um universo alternativo que revela diferentes origens para Kirk, sua formação e associação com Spock e como eles terminaram servindo juntos a bordo da Enterprise. O ponto de divergência entre os eventos do universo original e do alternativo ocorre no dia do nascimento de Kirk em 2233.
Apesar do filme tratar detalhes específicos de Star Trek como mutáveis, as caracterizações destinam-se a "permanecer as mesmas". No filme, George e Winona Kirk nomeiam seu filho James Tiberius em homenagem a seus pais. Ele nasceu em uma nave auxiliar escapando da USS Kelvin (NCC-0514), onde seu pai é morto. O personagem começa como um "rebelde irresponsável e briguento" que eventualmente chega na "maturidade". De acordo com Chris Pine, o personagem é uma pessoa de "25 anos [que age como uma] de 15 anos" e que está "bravo com o mundo". Kirk e Spock se desentendem na Academia da Frota Estelar, porém, no decorrer do filme, Kirk foca sua "paixão, obstinação e o espectro das emoções" e se torna o capitão da Enterprise.

## Desenvolvimento
Jeffrey Hunter interpretou o Capitão Christopher Pike, oficial comandante da USS Enterprise, no rejeitado primeiro piloto "The Cage". Ao desenvolver o segundo piloto, "Where No Man Has Gone Before", o criador da série Gene Roddenberry mudou o nome do capitão para James T. Kirk depois de rejeitar várias opções. O nome foi inspirado pelo Capitão James Cook, cuja anotação em seu diário "a ambição me leva... mais longe do que qualquer outro homem esteve antes de mim" inspirou o título do episódio. O personagem é em parte baseado em Horatio Hornblower, de C. S. Forester, e a NBC queria que o programa enfatizasse o "individualismo áspero" do capitão. Jack Lord era a escolha original da Desilu Productions para interpretar Kirk, porém sua exigência de 50% da série levou a sua não contratação.
William Shatner tentou imbuir o personagem com "respeito e admiração", ausentes em "The Cage". Ele também tirou inspirações de suas experiências como ator Shakespeariano para fortalecer o personagem, cujo diálogo era carregado de jargões. Não apenas ele se inspirou na sugestão de Roddenberry de Hornblower, porém Shatner também baseou Kirk em Alexandre, o Grande—"o atleta e o intelectual de seu tempo", que Shatner havia interpretado em um piloto não vendido dois anos antes—e nele mesmo porque "o fator de fadiga [depois de semanas de filmagens] é tanto que você tenta ser tão honesto quanto possível consigo mesmo". Um veterano na comédia, Shatner sugeriu fazer os personagens do programa tão confortáveis no espaço quanto eles estariam no mar, e fazer Kirk ser o humorado "bom amigo o capitão, que em tempos de necessidade iria ter um estalo e viraria um guerreiro". Mudar o personagem para "um homem com emoções bem humanas" também permitiu o desenvolvimento do personagem de Spock. Shatner escreveu que "Kirk era um homem que se maravilhava e muito apreciava as surpresas sem fim apresentadas a ele neste universo... Ele não dava as coisas como garantidas e, mais do que ninguém, respeitava a vida em cada uma de suas formas de aventuras estranhas e semanais".
Quando Star Trek foi cancelado em 1969, Shatner assumiu que esse seria o fim de sua associação com o programa; entretanto Shatner acabou dublando Kirk na série de animação de Star Trek, estrelou os primeiros sete filmes da franquia, e dublou o personagem em vários video games. O diretor de The Wrath of Khan Nicholas Meyer, que nunca havia assistido a um episódio da série antes de ser contratado para dirigir o filme, se focou na atmosfera "Hornblower no espaço sideral", sem saber que ela havia influenciado a série. Meyer também infatizou paralelos com Sherlock Holmes, já que os dois personagens eram um desperdício sem seus estimulos: novos casos para Holmes, e aventuras em naves estelares para Kirk.
O roteiro de The Wrath of Khan de Meyer se focava no evelhecimento de Kirk, com McCoy dando-lhe óculos como presente de aniversário. O roteiro afirma que Kirk tem 49 anos, porém Shatner estava inseguro sobre específicar a idade de Kirk porque ele estava hesitante em interpretar uma versão de meia-idade dele mesmo. Shatner mudou de ideia quando o produtor Harve Bennett o convenceu de que ele poderia envelhecer graciosamente como Spencer Tracy. O sacrifício de Spock ao final do filme permitiu o renascimento espiritual de Kirk; anteriormente tendo comentado que ele se sente velho e desgastado, Kirk na cena final afirma se sentir "jovem". Além disso, a solução de sacrifício próprio de Spock para o cenário sem vitória do Kobayashi Maru, que Kirk havia trapaceado, o força a confrontar a morte e crescer como personagem.
Tanto Shatner como públicos teste ficaram insatisfeitos que Kirk foi morto por um tiro nas costas no final original de Generations; um adendo inserido por Shatner enquanto seu livro Star Trek Memories estava sendo impresso expressava seu entusiasmo ao ser chamado para filmar um final reescrito. Apesar da alteração, o co-roteirista de Generations, Ronald D. Moore, disse que a morte de Kirk, que destinava-se a "repercutir por toda a franquia Star Trek", falhou em "entregar os temas [de morte e mortalidade] do jeito que queriamos". Malcolm McDowell, cujo personagem Dr. Tolian Soran matou Kirk, ficou insatisfeito com ambas as versões da morte de Kirk; ele acreditava que Kirk deveria ser morto "em grande estilo". McDowell afirma que ele recebeu ameaças de morte após o lançamento de Generations.
No filme Star Trek de 2009, os roteiristas Alex Kurtzman e Roberto Orci focaram sua história em Kirk e Spock na linha de tempo alternativa enquanto tentavam preservar características chave de cada personagem de suas representações anteriores. Kurtzman disse que escolher alguém cuja interpretação de Kirk poderia mostrar que o personagem "está sendo honrado e protegido" foi "complicado", porém que o "espírito de Kirk está vivo e bem" na interpretação de Pine. Pine lembra ter tido dificuldades em seu teste, que requereu que ele "latisse 'jargões de Trek'", porém seu carisma impressionou o diretor J. J. Abrams. A química entre Pine e Zachary Quinto, interpretando Spock, levou Abrams oferecer o papel a Pine. Jimmy Bennett interpretou Kirk nas cenas mostrando a infância do personagem. Os roteiristas se viraram para materiais como o livro Best Destiny para inspiração em relação a infância de Kirk.
Ao se preparar para interpretar Kirk, Pine decidiu adotar alguns traços característicos do personagem—"charmoso, engraçado e líder de homens"—ao invés de tentar se encaixar na "imagem prestigiada" da interpretação de Shatner. Pine especificamente não tentou imitar a cadência de Shatner, acreditando que ao fazer isso sua interpretação se tornaria "uma imitação". Pine disse que queria que sua interpretação se parecesse com Harrison Ford como Indiana Jones ou Han Solo, destacando seus humores e características de "heróis acidentais".

## Recepção
De acordo com Shatner, as primeiras resenhas de Star Trek chamavam sua interpretação de "expressiva como uma porta", com a maioria dos elogios em relação a atuação indo para Leonard Nimoy. Entretanto, os maneirismos de Shatner ao interpretar Kirk se tornaram "instantaneamente reconhecíveis", com Shatner vencendo o Saturn Award de Melhor Ator por The Wrath of Khan. O The Guardian chamou a interpretação de Pine como Kirk de um "sucesso absoluto", e o The Boston Globe disse que Pine é "um bom, jovem impetuoso Kirk". A Slate, que chamou Pine de "uma jóia", descreveu sua performance como "canal[izando]" Shatner sem ser uma imitação.
A Slate descreveu a representação de Kirk por Shatner como "expansiva, barulhenta, um tanto ridícula e, mesmo assim, supremamente capaz de liderar homens, Falstaffiano no seu amor pela vida e da grandeza do espírito". O The Myth of the American Superhero se refere a Kirk como um "redentor superhumano" que "como um verdadeiro superherói... regularmente escapa depois de arriscar uma batalha com monstros ou naves estelares inimigas". Apesar de alguns episódios questionarem a posição de Kirk como herói, Star Trek "nunca deixou o espectador em dúvida por muito tempo". Outros comentaram que sua "força, inteligência, charme e espírito aventureiro" o fazem um personagem irrealista. Kirk é descrito como capaz de encontrar maneiras de "através de problemas inesperados atingir seus objetivos" e seu estilo de liderança é mais "apropriado em um firme, georgaficamente idêntico, time com uma cultura forte para liderança". Apesar de Roddenberry ter concebido o personagem como sendo "num sentido muito real... 'casado'" com a Enterprise, Kirk é notado por "suas façanhas sexuais com lindas mulheres de todos tamanhos, formas e tipos"; ele foi chamado de "promíscuo". O autor Randy Pausch acredita que ele se tornou um melhor professor, colega e marido porque ele assistiu Kirk comandar a Enterprise; Pausch escreveu que "para garotos ambiciosos com uma inclinação científica, não poderia haver modelo maior do que James T. Kirk".

### Impacto cultural

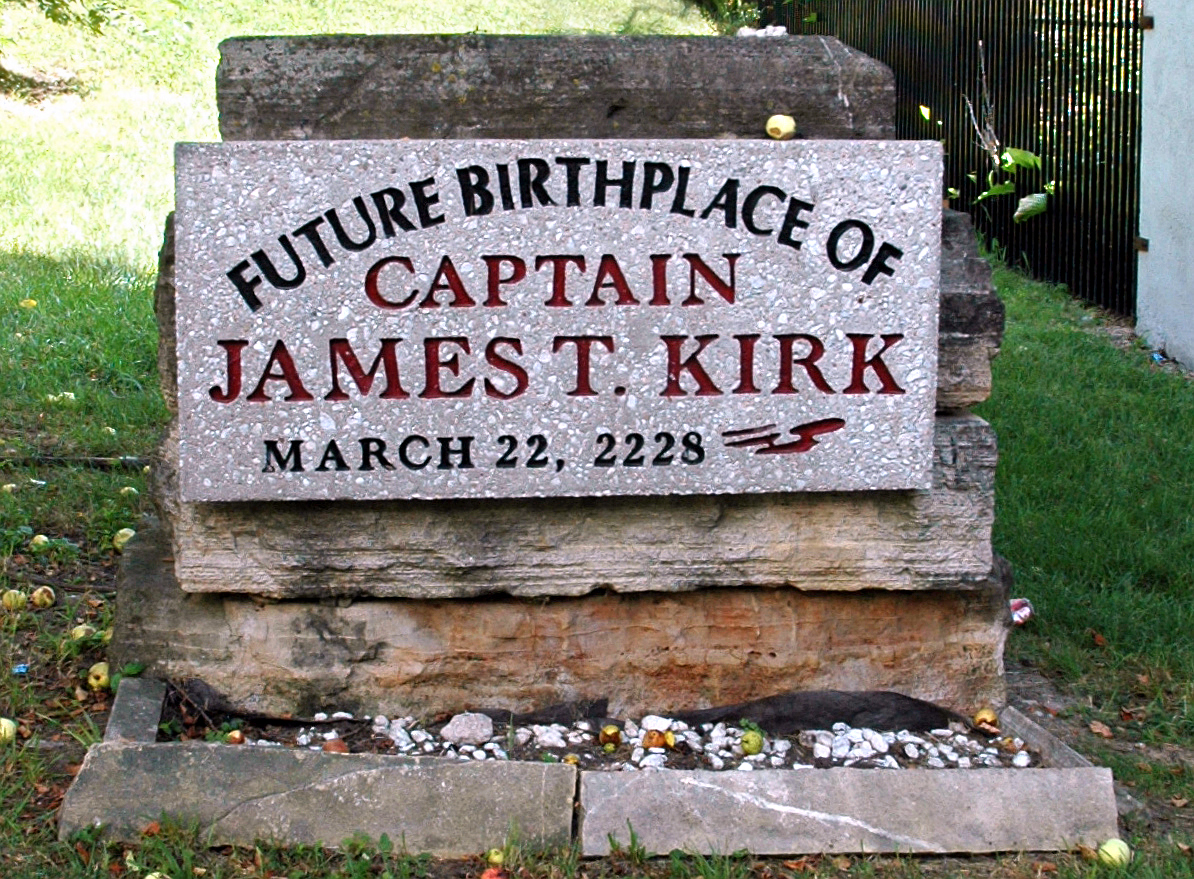
A placa marcando Riverside como o "futuro local de nascimento" do Capitão Kirk.

A cidade de Riverside, Iowa, peticionou Roddenberry e a Paramount Pictures em 1985 a permissão para "adotar" Kirk como o "Futuro Filho" da cidade. A Paramount queria US$ 40.000 para uma licença para reproduzir um busto de Kirk, porém a cidade no lugar fez uma placa e construíu uma réplica da Enterprise (chamada de "USS Riverside"), e o Clube da Comunidade da Área de Riverside anualmente realiza um "Festa Trek" em antecipação ao aniversário de Kirk.
Kirk já foi o alvo de várias paródias em uma grande variedade de programas de televisão em muitos países, incluindo o The Carol Burnett Show e a imitação de Kirk por John Belushi para o Saturday Night Live, que ele descreve como seu papel favorito. Jim Carrey foi elogiado por sua sátira do personagem no episódio de 1992 de In Living Color. O comediante Kevin Pollak é conhecido por suas imitações de Shatner como Kirk.
Kirk já virou uma grande variedade de produtos, incluindo bustos colecionáveis, bonecos, canecas, camisetas e ornamentos de árvores de natal. Uma máscara de Dia das Bruxas de Kirk foi alterada para ser usada como a máscara do personagem Michael Myers na série de filmes Halloween. Em 2002, a cadeira de capitão de Kirk da série original foi leiloada por US$ 304.000.
Em uma pesquisa realizada em 2010 pela Space Foundation, Kirk foi eleito o 6º (empatado com o cosmonauta Yuri Gagarin) herói espacial mais popular da história.

## Dubladores no Brasil
Emerson Camargo
Dennis Carvalho
Astrogildo Filho
Marcos Miranda
Waldyr Sant'anna
Garcia Jr.
Marco Antônio Costa
Marcelo Garcia